# Gescheckte Wüstenspitzmaus
Die Gescheckte Wüstenspitzmaus (Diplomesodon pulchellum) ist eine Spitzmausart. Sie kommt im südlichen Russland (östlich der Wolga) und in Zentralasien (Kasachstan, Usbekistan, Turkmenistan) vor.
Gescheckte Wüstenspitzmäuse tragen ihren Namen von der auffälligen Fellzeichnung. Ihre Oberseite ist mit dunkelgrauen Haaren bedeckt, am hinteren Teil des Rückens findet sich ein großer ovaler, weißer Fleck. Ebenfalls weiß sind die Unterseite, die Füße und der Schwanz. Wie alle Spitzmäuse haben sie eine verlängerte Schnauze und kleine Augen. Elastische Haare an den Füßen (die ähnlich gebaut sind wie die der Wasserspitzmäuse) verhindern ein Einsinken der Tiere im losen Sand. Diese Tiere erreichen eine Kopfrumpflänge von fünf bis acht Zentimetern und ein Gewicht von sieben bis dreizehn Gramm.
Im Gegensatz zu den meisten anderen Spitzmausarten bewohnen Gescheckte Wüstenspitzmäuse keine feuchten Lebensräume, sondern trockene Steppen und Halbwüsten. Sie bewegen sich schnell und suchen oft in Höhlen, Felsspalten oder im Gebüsch Schutz. Diese Tiere sind in erster Linie nachtaktiv und außerhalb der Paarungszeit Einzelgänger. Einmal oder mehrmals im Jahr bringt das Weibchen durchschnittlich fünf Jungtiere zur Welt.
Ihre Nahrung besteht neben den bei Spitzmäusen üblichen Insekten auch aus Echsen. Diese werden mit einem Biss in den Kopf oder Nacken gefangen und trotz heftiger Gegenwehr solange festgehalten, bis sie ermattet sind. Anschließend werden sie hastig verzehrt.
Alle Halter der europäischen Zoogeschichte liegen in Russland.

## Belege
1. ↑    ZTL 11.6.